# Musculus pectineus
Der Musculus pectineus (lat. für „Kammmuskel“) ist ein Muskel an der Innenseite des Oberschenkels. Er begrenzt bei Tieren das Schenkeldreieck (Trigonum femorale) von hinten. Der Musculus pectineus ist bei den Huftieren mit dem Musculus adductor longus vereinigt und Teil der Oberschale. Gelegentlich ist die Verschmelzung mit dem M. adductor longus auch beim Hund anzutreffen.
Der Muskel beugt das Hüftgelenk, zieht den Oberschenkel zur Körpermitte (Adduktion) und hilft dabei, ihn nach außen zu drehen. Innerviert wird er vom Nervus femoralis und vom vorderen Ast (Ramus anterior) des Nervus obturatorius, die ihren Ursprung in den Rückenmarksegmenten L2–L3 bzw. L2–L4 haben.